# Мухаммад Айюб
Муха́ммад Айю́б ибн Муха́ммад Ю́суф ибн Сулейма́н У́мар (араб. مُحَمَّد أَيُّوب إِبْن مُحَمَّد يُوسُف إِبْن سُلَيْمَان عُمَر‎, октябрь 1952, Мекка, Саудовская Аравия — 16 апреля 2016, Медина, Саудовская Аравия) — саудовский улем, имам и кари, известный своим эталонным чтением Корана. Он был имамом мечетей Масджид ан-Набави и Мечети Куба в Медине. Он также работал преподавателем кафедры тафсира факультета Священного Корана и исламских исследований Исламского университета Медины и членом Учёного комитета комплекса имени короля Фахда по изданию Священного Корана.

## Биография
Он был имамом Масджид ан-Набави и Масджид аль-Куба в Медине. Также он работал преподавателем кафедры тафсира на факультете Священного Корана и исламских исследований в Исламском университете Медины и членом Научного комитета Комплекса короля Фахда по печати Корана.
Руководил молитвами в мечети Масджид-ан-Набави.
Придерживался ханафитского мазхаба.